# هومتاون
هومتاون (إلينوي) (بالإنجليزية: Hometown, Illinois)‏ هي مدينة تقع في الولايات المتحدة في مقاطعة كوك، إلينوي. يقدر عدد سكانها بـ 4,349 نسمة وترتفع عن سطح البحر 189.89 متر.